# 11 Pułk Kolejowy
11 Pułk Kolejowy im. Stanisława Łańcuckiego – jednostka wojskowa Zgrupowania Wojsk Kolejowych i Drogowych ludowego Wojska Polskiego.
Pułk sformowany został na podstawie Zarządzenia Dowódcy Warszawskiego Okręgu Wojskowego Nr 14/Org. z dnia 18.02.1959 roku. W 1967 roku Rada Państwa nadała jednostce imię działacza komunistycznego, kolejarza, posła na sejm w latach 1919-22 Stanisława Łańcuckiego, a pracownicy węzła kolejowego Przemyśl - Żurawica - Medyka ufundowali sztandar.  
Żołnierze jednostki wykonując zadania szkoleniowo-produkcyjne przebudowali węzeł kolejowy Skarżysko Kamienna, zelektryfikowali linię kolejową Lublin-Dęblin, brali udział w budowie Centralnej Magistrali Kolejowej Śląsk-Porty, Linii Hutniczo-Siarkowej, Dworca Centralnego w Warszawie, układu komunikacyjnego Huty Katowice.
Stacjonował w twierdzy w Przemyślu. Razem z 2 Pułkiem  Kolejowym z Inowrocławia, 3 Warszawskim Pułkiem Mostowym z Płocka, 4 Pułkiem Drogowo-Eksploatacyjnym z Niska, 5 Pułkiem Kolejowo-Mostowym z Modlina, 8 Pułkiem Mostowym z Grudziądza, 10 Pułkiem Kolejowym z Przemyśla,  12 Pułkiem Kolejowym z Tarnowskich Gór i 12 Pułkiem Drogowo-Eksploatacyjnym z Modlina wchodził w skład Zgrupowania Wojsk Kolejowych i Drogowych.
Rozformowany został w 1990 roku.

## Żołnierze pułku
Dowódcy pułku:
- płk Kazimierz Węgorowski
- płk Władysław Zaleski
- płk Janusz Gryglicki
- płk Witold Mazur
- płk Zygmunt Warszakowski
- ppłk Krzysztof Kaliszewski
- ppłk Henryk Pawłoś